# Francisco Molinero
Francisco José Molinero Calderón (ur. 26 lipca 1985 w Toledo) – hiszpański piłkarz występujący na pozycji obrońcy w Sportingu Gijón.